# Datadog
A Datadog é uma empresa de software que fornece um SaaS de observabilidade para serviços em nuvem amplamente utilizado. Foi fundada em 2010 por Olivier Pomel e Alexis Lê-Quôc em Nova Iorque.

## História
Em 2015, recebeu U$31 milhões em financiamento, que usou para adquirir a Mortar Data e abrir um escritório em Paris.
Em 2016, moveu sua matriz para o mesmo prédio do New York Times. No mesmo ano, foi eleita uma das Cloud 100 da revista Forbes - empresas relacionadas à nuvem para se observar - e no Deloitte’s 2016 Technology Fast 500, além de receber o prêmio Partner of the Year da PagerDuty. Ainda em 2016, lançou produtos concorrentes aos da New Relic.
Em 2017, adquiriu a Logmatic.io, com sede em Paris, e em 2019 a Madumbo, uma plataforma de teste de software com inteligência artificial.
Em 2019, estabeleceu uma subsidiária em Tóquio.
Em 2022, adquiriu a Cloudcraft.